# 完顏拔達
完顏拔達，11世纪后期女真族领袖，金朝宗室，完颜氏，完顏謝庫德的孙子。
完顏謝庫德是女真族首领和完颜跋海和妻子的第三个儿子，謝庫德的大哥是綏可。完顏拔達辅佐綏可的曾孙劾里鉢奠基完颜部有功。劾里鉢时代，完顏歡都、完顏冶訶及完顏劾者、完顏拔達、完顏盆納五人，不離劾里鉢左右，親如手足。天會十五年（1137年），追贈完顏拔達为仪同三司。金章宗明昌五年（1194年）閏十月，以儀同三司、代國公完顏歡都，銀青光祿大夫、特進完顏冶訶，特進完顏劾者，開府儀同三司完顏盆納、儀同三司完顏拔達，配享世祖劾里鉢廟庭。